# Chionoreas euryochtha
Chionoreas euryochtha är en fjärilsart som beskrevs av Edward Meyrick 1926. Chionoreas euryochtha ingår i släktet Chionoreas och familjen äkta malar.
Artens utbredningsområde är Sarawak. Inga underarter finns listade i Catalogue of Life.